# Angelo DiBernardo
Angelo DiBernardo (Buenos Aires, 16 de maio de 1956) é um ex-futebolista e treinador de futebol argentino-norte-americano que atuava como meia-atacante.

## Carreira
DiBernardo, que mudou-se para os Estados Unidos quando tinha 16 anos de idade e fixou residência nos arredores de Chicago, estudou na J. Sterling Morton High School West, na cidade de Berwyn, atuando no time de futebol da escola e no Sparta, um clube local, antes de se mudar para a Universidade de Indiana, onde jogaria entre 1976 e 1979, sendo incluído no Hall da Fama da Universidade em 1991.
Como profissional, defendeu Los Angeles Aztecs (atuando ao lado de Johan Cruijff), New York Cosmos (jogou com os campeões mundiais Carlos Alberto e Franz Beckenbauer, o italiano Giorgio Chinaglia, o neerlandês Johan Neeskens e os paraguaios Julio César Romero e Roberto Cabañas), Kansas City Comets e St. Louis Steamers, sua última equipe antes do final da carreira, em 1988.
Desde 1991 é técnico do time de futebol da Waubonsie Valley High School.

## Carreira internacional
Entre 1979 e 1985, DiBernardo jogou 20 vezes pela Seleção dos Estados Unidos, com 3 gols marcados. É um dos 9 argentinos que vestiram a camisa do selecionado em toda a história.
Fez parte do elenco que disputou os Jogos Olímpicos de Los Angeles em 1984, a única competição que disputou. Embora tivesse jogado partidas de eliminatórias para a Copa do Mundo, o meia-atacante não chegou a disputá-la - os Estados Unidos ficaram próximos da vaga na fase final, mas perderam o jogo decisivo para a Costa Rica por 1 a 0 - DiBernardo entrou aos 64 minutos, mas não evitou a eliminação.

## Vida pessoal
O irmão mais novo de Angelo, Paul, também defendeu a Seleção Norte-Americana, em 1985. Sua filha, Vanessa, também atua na mesma posição e jogou o Mundial Sub-20 feminino em 2012.

## Títulos
New York Cosmos
- North American Soccer League: 1980 e 1982